# Plainville (Connecticut)
Plainville è un comune di 17.382 abitanti degli Stati Uniti d'America, situato nella Contea di Hartford nello Stato del Connecticut.